# Salignus distinguendus
Salignus distinguendus är en insektsart som först beskrevs av Reuter 1875.  Salignus distinguendus ingår i släktet Salignus och familjen ängsskinnbaggar. Utöver nominatformen finns också underarten S. d. distinguendus.